# Стужица
Стужица (словац. Stužica) — уникально сохранившийся нетронутый первобытный буковый лес в Восточных Карпатах. Расположен в Словакии на границе с Польшей и Украиной.
Данный лес находился под защитой с 1908 года, когда был создан резерват «Стужица» на площади 3,3 км², а в 1993 году он стал Национальным заповедником, который, вытянувшимся вдоль реки Уж почти на 45 км, и занимающим территорию между автодорогой Великий Берёзный — Ужокский перевал и государственной границей.
В 2007 году Стужица и ещё три близлежащие заповедные территории вместе с шестью заповедниками на Украине были объявлены частью Всемирного наследия ЮНЕСКО — девственные буковые леса Карпат.

## Фото

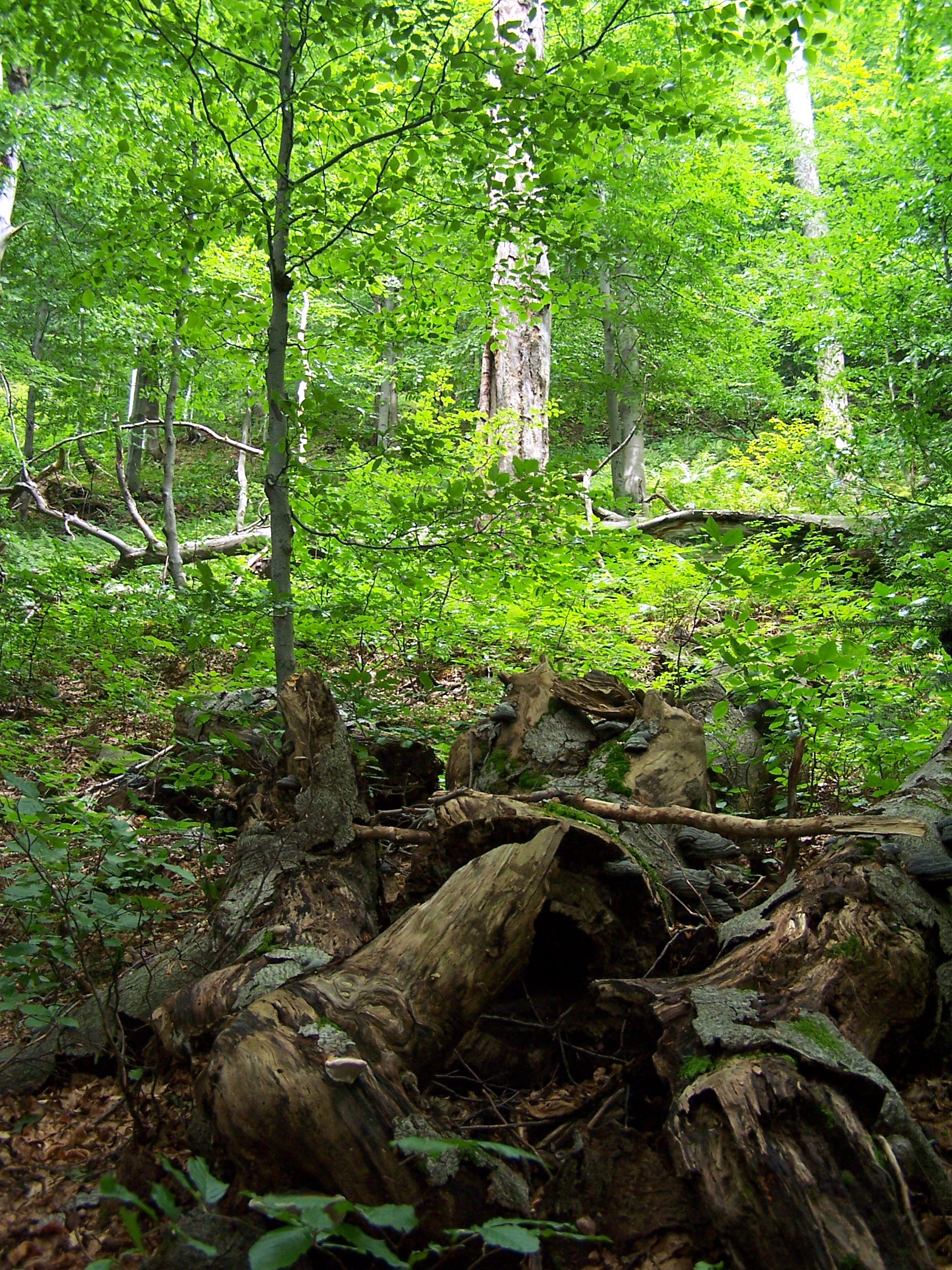
Лес в Стужице
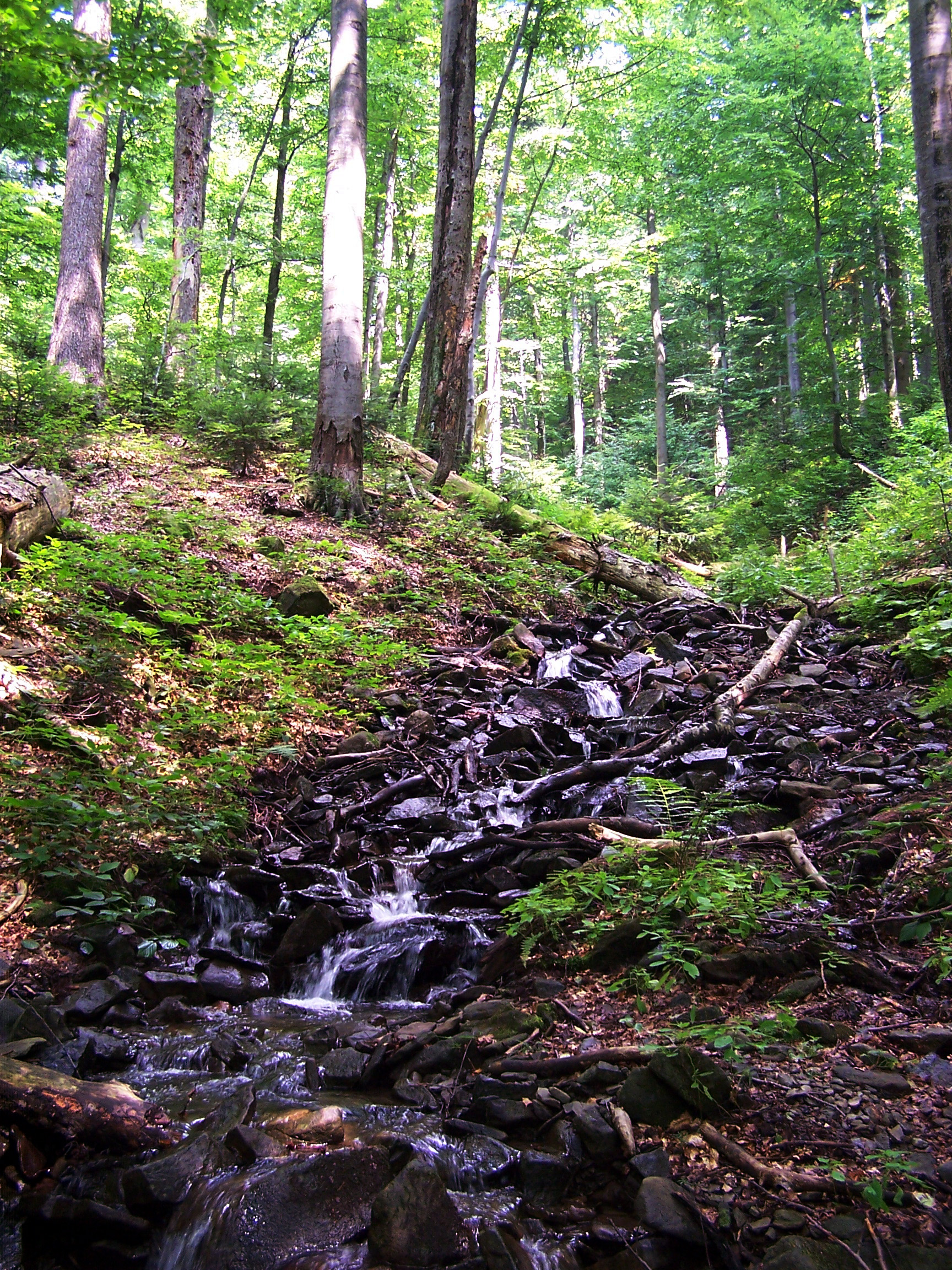
Ручей в Стужице
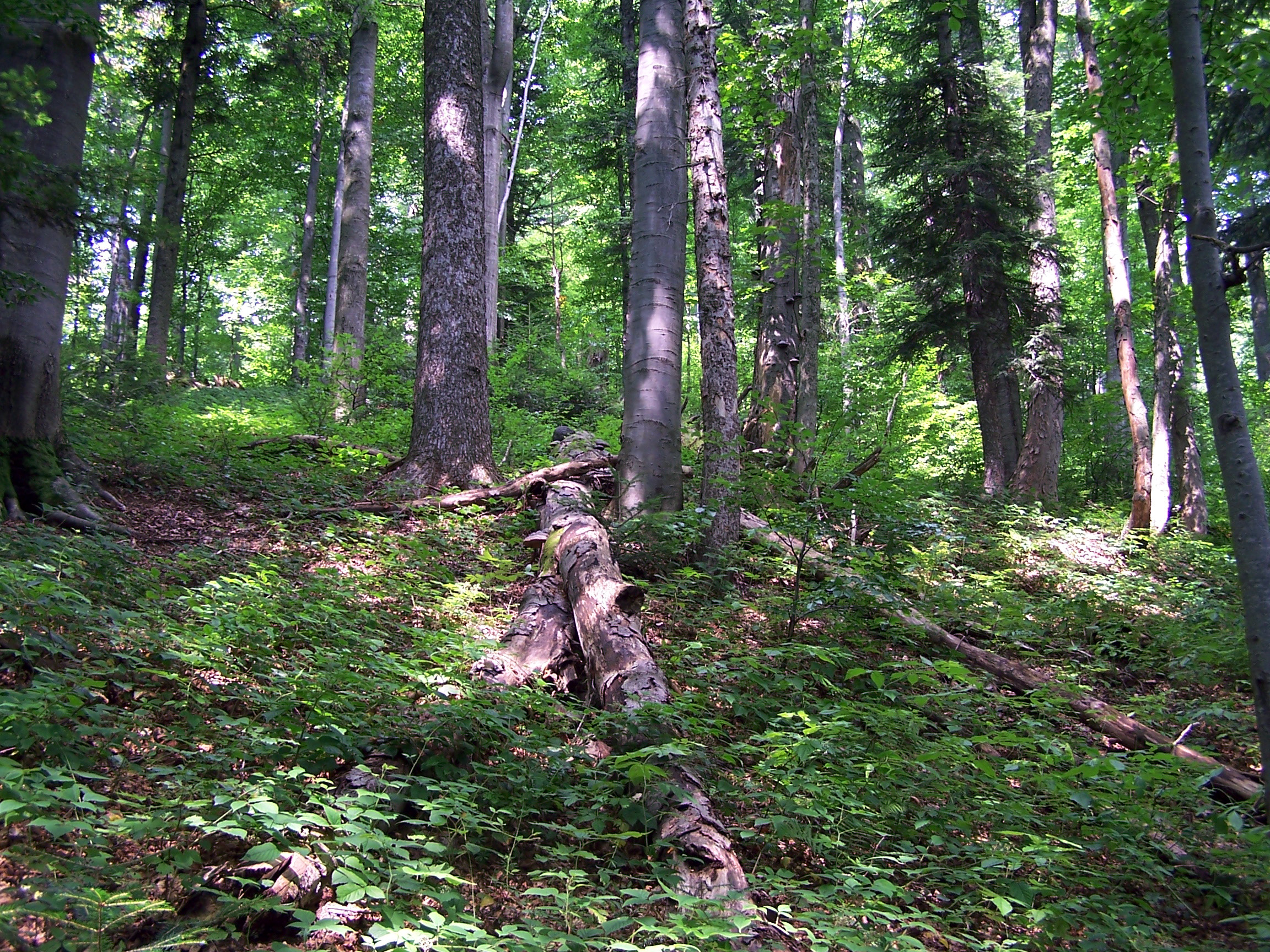
Стужица